# Filippa Hansson
Filippa Hansson, född 15 september 1997, är en svensk volleybollspelare (center). Hon har spelat 40 landskamper för Sveriges landslag. 
Hanssons moderklubb är Ystads VBK. Hon har spelat i Elitserien med Svedala Volleyboll (2013-2016) och Lunds VK (2021-2023). Hon studerade vid  Long Islands University i USA och spelade 2016-2019 med deras lag LIU Brooklyn Blackbirds. Därefter spelade hon med Levallois SC, med vilka hon vann Nationale 2 (den tredje högsta ligan i Frankrike) och därefter spelade i Élite innan hon 2021 återvände till Sverige för spel med Lund som hon spelade med till 2023. Sedan 2024 spelar hon för Vallentuna VBK.